# Xa lộ Liên tiểu bang 8

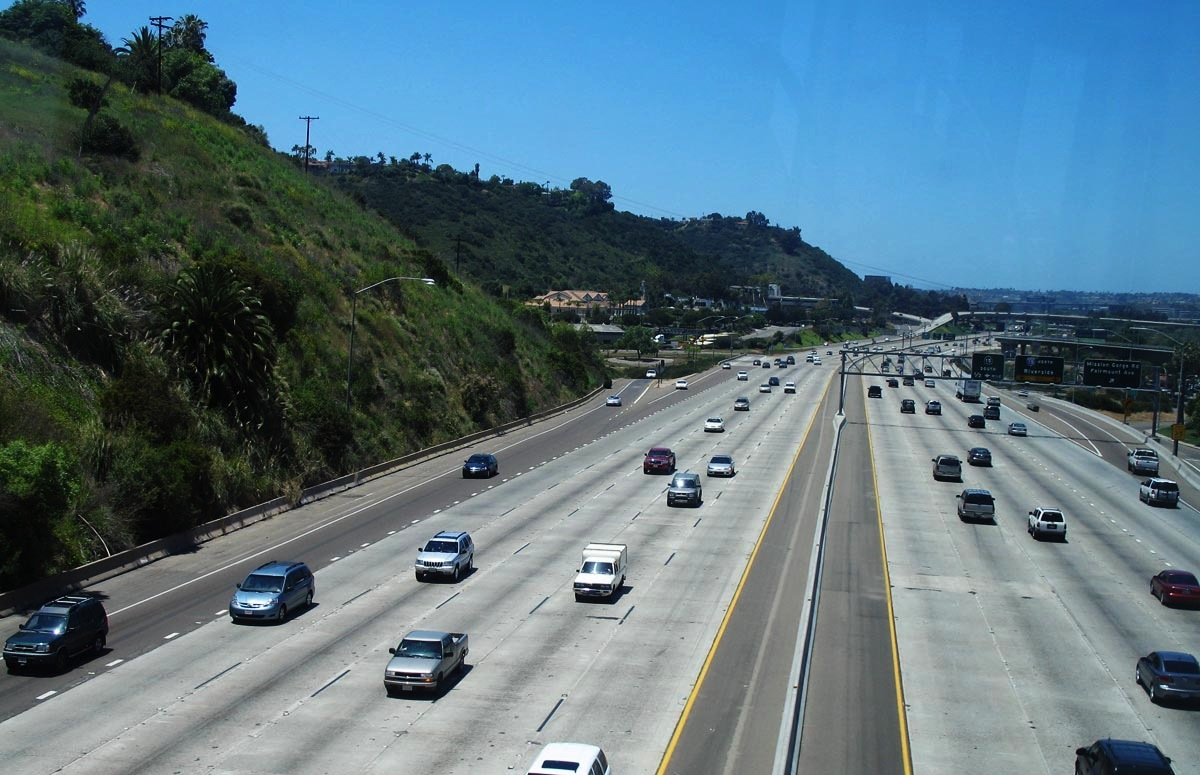
Xa lộ Liên tiểu bang 8 trong thành phố San Diego.

Xa lộ Liên tiểu bang 8 (tiếng Anh: Interstate 8 hay viết tắt là I-8) là một xa lộ liên tiểu bang tại tây nam Hoa Kỳ. Nó chạy từ rìa phía nam Vịnh Mission tại Đại lộ Sunset Cliffs trong thành phố San Diego, California, gần như sát Thái Bình Dương đến nơi giao cắt với Xa lộ Liên tiểu bang 10, ngay đông nam thành phố Casa Grande, Arizona. Tại California, đường cao tốc đi qua vùng đô thị San Diego theo Ocean Beach Freeway và Mission Valley Freeway trước khi qua dãy núi Cuyamaca rồi đi qua thung lũng Imperial, đi qua cả El Centro. Sau khi qua sông Colorado vào bang Arizona, Xa lộ Liên tiểu bang 8 đi tiếp vào Yuma qua sa mạc Sonora tới Casa Grande, giữa hai thành phố Phoenix và Tucson.
Tuyến đường đầu tiên trên Dãy núi Cuyamaca được dành riêng vào năm 1912, và một con đường ván được phục vụ như con đường đầu tiên xuyên qua Thung lũng Imperial đến Yuma; về phía đông, Gila Trail tiếp tục đi về phía đông đến Gila Bend. Sau đó chúng được thay thế bằng Quốc lộ Hoa Kỳ 80 trên khắp bang California và một phần của bang Arizona, và Xa lộ Tiểu bang Arizona 84 giữa Gila Bend và Casa Grande. Quốc lộ Hoa Kỳ 80 qua San Diego phần lớn đã hoàn thành vào thời điểm nó được đổi thành Xa lộ Liên tiểu bang 8 trong cuộc đánh số quốc lộ lại vào 1964; phía đông của San Diego, quốc lộ Hoa Kỳ 80 đã dần được thay thế bởi Xa lộ Liên tiểu bang 8 khi tiến trình xây dựng được tiến hành ở thung lũng Imperial. Đoạn Arizona của con đường được xây dựng bắt đầu từ những năm 1960. Một số tranh cãi nổ ra trong quá trình xây dựng; các thực hành lao động đáng ngờ ở Hạt Imperial dẫn đến kết án liên bang về tên cướp Jimmy Fratianno và Hạ viện Hoa Kỳ đã phát hiện ra rằng chính phủ Arizona đã quản lý tài chính kém.
Con đường này được hoàn thành vào năm 1975 tại bang California và năm 1977 tại bang Arizona, tuy nhiên cây cầu giao cắt giữa hai bang không được hoàn thành đến năm 1978. Kể từ đó, đường cao tốc qua San Diego đã được mở rộng do tắc nghẽn, và một phần khác ở quận Imperial phải được xây dựng lại sau những thiệt hại do tàn dư của cơn bão Kathleen.

## Mô tả xa lộ
Xa lộ Liên tiểu bang 8 là một phần của Hệ thống đường quốc lộ, một mạng lưới đường cao tốc được coi là thiết yếu đối với nền kinh tế, quốc phòng và tính di động của quốc gia bởi Cơ quan Quản lý Đường cao tốc Liên bang. Đoạn đường cao tốc từ ngã ba phía đông với Xa lộ Tiểu bang 98 về phía đông được chỉ định là một phần của tuyến du lịch tự động Đường mòn Quốc gia Juan Bautista de Anza, được xúc tiến bởi Dịch vụ Vườn quốc gia.

### San Diego đến ranh giới Arizona
Xa lộ Liên tiểu bang 8 bắt đầu từ điểm giao cắt của Đại lộ Sunset Cliffs và Đại lộ Nimitz. Trong vài dặm đầu tiên, nó chạy song song với Đê Sông San Diego về hướng đông. Gần Old Town, Xa lộ Liên tiểu bang 8 giao cắt với Xa lộ Liên tiểu bang 5 cũng như với cựu Xa lộ Tiểu bang 209. I-8 tiếp tục đi hướng đông, cắt đôi khu vực có tên là"Hotel Circle"với rất nhiều khách sạn. Khi Xa lộ Liên tiểu bang 8 vào Thung lũng Mission, nó có các điểm giao cắt với Xa lộ Tiểu bang 163, Xa lộ Liên tiểu bang 805 (Nút giao thông lập thể Jack Schrade), và Xa lộ Liên tiểu bang 15 và tiếp nối là Xa lộ Tiểu bang 15. Tại La Mesa, I-8 có nút giao thông lập thể với Xa lộ Tiểu bang 125. I-8 tiếp tục đi vào El Cajon nơi nó giao cắt với Xa lộ Tiểu bang 67 trước khi nó chạy lên các ngọn núi và Rừng Quốc gia Cleveland, đi qua các thị trấn như Alpine và Pine Valley, qua các đỉnh tại Laguna Summit, Crestwood Summit và Tecate Divide, băng qua cầu Pine Valley Creek và đi qua gần Sòng bạc Viejas. Một trạm kiểm soát nội địa tuần tra biên giới Hoa Kỳ được xây dựng vào năm 1995 gần Alpine, cho chiều tây của I-8; tuy nhiên, điều này dẫn đến những kẻ buôn lậu không lái xe tại Xa lộ Liên tiểu bang 8 ở tốc độ cao để tránh các trạm kiểm soát, gây ra nhiều sự cố, ngay cả sau khi các rào cản bê tông được lắp đặt. Xa lộ Liên tiểu bang 8 giao cắt với Xa lộ Tiểu bang 79 trong rừng quốc gia trước khi chạy xuống vào trong Thung lũng Imperial và đi qua hai khu dành riêng cho người bản thổ Mỹ là La Posta và Campo. Tại nơi ấn định cho điều tra dân số Boulevard, Xa lộ Liên tiểu bang 8 giao cắt với điểm phía đông của Xa lộ Tiểu bang 94.
Xa lộ Liên tiểu bang 8 chạy giữa ranh giới hai quận San Diego và Imperial khoảng vài dặm trước khi quay sang hướng đông. Tại đoạn đường dốc Núi Springs/In Ko Pah, I-8 chạy xuống hai hẻm núi riêng biệt—hẻm núi Devils cho chiều hướng tây và In-Ko-Pah Gorge cho chiều hướng đông— khi nó hạ thấp xuống 4.000 foot (1.200 m) trong một đoạn đường dài 11 dặm (18 km). Đây là một trong những đoạn đường có dải đất phân cách trung tâm rộng nhất trong Hệ thống Xa lộ Liên tiểu bang, dải đất phân cách trung tâm ở đây rộng trên 1,5 dặm (2,4 km). Phần đường này được biết đến với gió mạnh qua các hẻm núi đã gây khó khăn cho việc lái xe, đôi khi dẫn đến việc phải đóng cửa đường cao tốc; năm 1966, Tuần tra Quốc lộ California ước tính rằng, gió thổi với tốc độ lên tới 100 dặm Anh trên giờ (160 km/h). Đoạn đường vào Thung lũng Imperial, ở đó I-8 giao cắt với Xa lộ Tiểu bang 98, một xa lộ dẫn đến Calexico, và qua gần Desert View Tower. Lúc đó, I-8 đi qua Coyote Wells trước khi vào thành phố El Centro khoảng vài dặm sau đó.
Tại El Centro, Xa lộ Liên tiểu bang 8 giao cắt với Xa lộ Tiểu bang 86 và Xa lộ Tiểu bang 111, cả hai đều là xa lộ nam-bắc nối đến Xa lộ Liên tiểu bang 10 trong Thung lũng Coachella trước khi Xa lộ Tiểu bang 115 và Xa lộ Tiểu bang 98 nhập với Xa lộ Liên tiểu bang 8 tại phía đông El Centro. Xa lộ Liên tiểu bang 8 cũng có độ cao trên đất liền thấp nhất so với bất cứ xa lộ liên tiểu bang nào với 52 foot (16 m) dưới mực nước biển gần thành phố El Centro, California. Xa lộ cao tốc sau đó đi qua Khu giải trí Imperial Sand Dunes và giao cắt với Xa lộ Tiểu bang 186 dẫn đến México. Xa lộ Liên tiểu bang 8 đi theo kênh đào All-American khoảng 55 dặm (89 km). Tại các điểm nằm trong Quận Imperial, biên giới nằm cách phía nam của Xa lộ Liên tiểu bang 8 ít hơn 0,5 dặm (0,80 km). Xa lộ Liên tiểu bang 8 sau đó đi qua Felicity, California và Winterhaven trước khi qua Sông Colorado trên một chiếc cầu vào thành phố Yuma, Arizona.
I-8 là một phần của Hệ thống Xa lộ Cao tốc California và đủ chuẩn nằm trong Hệ thống Xa lộ Cảnh quang Tiểu bang California, tuy nó không phải là một xa lộ cảnh quang tiểu bang chính thức. Nó chính thức được biết như là Xa lộ Hữu nghị Biên giới từ thành phố San Diego đến ranh giới tiểu bang Arizona. Nó cũng được cắm biển là Xa lộ cao tốc Ocean Beach ở phía tây Xa lộ Liên tiểu bang 5 và là Xa lộ Kumeyaay (theo tên bộ lạc bản thổ Mỹ địa phương) cho toàn đoạn nằm trong Quận San Diego. Giữa Old Town và El Cajon, Xa lộ Liên tiểu bang 8 được gọi Mission Valley Freeway. Vào 2014, Xa lộ Liên tiểu bang 8 có mức lưu lượng giao thông hàng ngày (AADT) là 11,800 lượt xe giữa phố Bonds Corner và SR 115, và cũng giữa Xa lộ tiểu bang 98 và Xa lộ Imperial, và 239,000 lượt xe giữa I-805 and I-15, là AADT lớn nhất trên các đường cao tốc California.

### Yuma đến Casa Grande
Xa lộ Liên tiểu bang 8 vào tiểu bang Arizona bằng cầu Sông Colorado ở Yuma. Ban đầu nó đi về hướng nam qua thành phố Yuma cho đến nút giao thông khác mức với Quốc lộ Hoa Kỳ 95 là nơi xa lộ cao tốc bắt đầu quay sang hướng đông. Xa lộ Liên tiểu bang 8 đi theo sát con đường cũ của Quốc lộ Hoa Kỳ 80 và tại một vài nơi, con đường cũ của Quốc lộ 80 được nâng cấp và trở thành I-80. Phía tây Wellton, xa lộ bẻ cong về hướng bắc và phần lớn đi theo hướng đông bắc. Qua đoạn này của tiểu bang Arizona, I-8 đi qua rìa phía bắc của Khu tập ném bom Barry M. Goldwater và đến phía nam của Khu huấn luyện Yuma của Lục quân Hoa Kỳ. Xa lộ tiếp tục đi theo hướng đông bắc cho đến khi nó tới Gila Bend, Arizona là nơi nó giao cắt với Xa lộ Tiểu bang Arizona 85 dẫn đến thành phố Phoenix về phía bắc.
Sau khi rời Gila Bend, I-8 chạy theo hướng đông nam khi nó đi qua Tượng đài Quốc gia Hoang mạc Sonoran. Sau khi ra khỏi khu tượng đài, xa lộ tiếp tục bằng hướng đông để đến một nơi giao cắt với Xa lộ Tiểu bang Arizona 84. Xa lộ này sẽ chạy song song với I-8 đến phía bắc và đi qua Casa Grande trong khi đó I-8 sẽ đi ngang phía nam ở cả Stanfield và Casa Grande. I-8 đến điểm đầu phía đông của nó tại nút giao thông lập thể với Xa lộ Liên tiểu bang 10, ở phía đông nam công viên quốc gia Casa Grande. I-10 tiếp tục đi đến thành phố Tucson về hướng Nam và Phoenix về hướng Bắc.
Sự kết hợp của SR 85 giữa I-10 và I-8 cũng như I-8 giữa Xa lộ Tiểu bang Arizona 85 và I-10 ở Casa Grande đã được quảng bá như một đoạn đường vòng của khu vực Phoenix cho những du khách đường dài trên I-10. Trong năm 2014, I-8 có AADT là 5.200 lượt xe giữa Butterfield Trail và Freeman Road, và 44.400 lượt xe giữa Xa lộ Tiểu bang Arizona 280 và Araby Road phía đông Yuma, sau đó là AADT cao nhất cho đường cao tốc ở Arizona. Vào đầu những năm 2010, I-8 từ Casa Grande đến Gila Bend đôi khi được sử dụng để buôn lậu cả ma túy và con người.

## Lịch sử
Thiết kế của Xa lộ liên tiểu bang 8 được thiết lập như một xa lộ có thu phí của Hiệp hội các quan chức quốc lộ Hoa Kỳ vào năm 1957, và được thêm vào hệ thống các xa lộ vào 1964 bởi Cơ quan lập pháp bang California; thiết kế của Quốc lộ Hoa Kỳ 80 bị loại vào lúc đó.

### Vùng đô thị San Diego
Xa lộ trở thành I-8 được xây dựng vào giữa thế kỷ 20 qua khu vực San Diego. Phần phía tây của I-5 ban đầu là một phần của Xa lộ tiểu bang 109, và được bổ sung vào I-8 vào năm 1972. Trong những năm sau đó, Bộ Giao thông Vận tải California (Caltrans) đã nỗ lực mở rộng đường cao tốc khi tắc nghẽn tăng lên.

#### Xây dựng ban đầu
Phần lớn đường Alvarado Canyon từ San Diego đến La Mesa ban đầu được xây dựng từ năm 1947 đến năm 1950, một đoạn đường vòng của quốc lộ Hoa Kỳ 80 cũ của Hoa Kỳ dọc theo Đại lộ El Cajon và Đại lộ La Mesa. Công việc bắt đầu chuyển đổi quốc lộ Hoa Kỳ 80 thành đường cao tốc bắt đầu vào năm 1960, và đường cao tốc được hoàn thành ở phía tây El Cajon vào tháng 4 năm 1962. Việc ưu tiên được quy hoạch cho Hoa Kỳ vào năm 1962 bởi Phòng Thương mại California. Năm 1964, I-8 được chính quyền California State Legislature chính thức chỉ định, và chỉ định quốc lộ Hoa Kỳ 80 đã bị loại bỏ. Đến năm 1965, I-8 từ Đại lộ Fairmount đến Đại lộ El Cajon là một trong những xa lộ đầu tiên trải dài trong quận để có một hàng rào trung tâm được lắp đặt ở trung tâm quận.
Đường cao tốc Ocean Beach phía tây I-5 được ủy quyền là Đường 286 vào năm 1959. Năm 1962, bốn tuyến đường thay thế được đề xuất cho đoạn này của xa lộ, và đường Rosecrans được gắn tên. Đường 286 được đổi thành Xa lộ Tiểu bang 109 vào năm 1964. Kế hoạch cho việc trao đổi vùng Old Town giữa Xa lộ Liên tiểu bang 5 (trước đây là Quốc lộ Hoa Kỳ 101), Xa lộ Liên tiểu bang 8 (trước đây là Quốc lộ Hoa Kỳ 80), Xa lộ Tiểu bang 209 (Rosecrans Street) và ngày bắt đầu Xa lộ Tiểu bang 109 từ năm 1962, mặc dù một số lo ngại đã được đưa vào kế hoạch, bao gồm bảo tồn khu phố cổ lịch sử và giữ giao thông qua khu vực di chuyển trong quá trình xây dựng. Mục tiêu là bắt đầu quá trình vào năm 1966, và hoàn thành nút giao vào năm 1969. Có những lo ngại về khoản tài trợ 3 triệu USD (17 triệu USD năm 2022) trong tháng 5 năm 1966, khiến Ủy ban Quốc lộ Thương mại San Diego đề nghị hoàn thành dự án Xa lộ Tiểu bang 109. Dự án này được dự kiến là dự án đường cao tốc cuối cùng trước khi I-5 được hoàn thành tại Quận San Diego.
Giai đoạn xây dựng bắt đầu vào ngày 22 tháng 9 năm 1966, trên nút giao để thay thế giao lộ của Pacific Highway và Rosecrans Street. Chi phí xây dựng dự kiến là $10.86 triệu (khoảng $61 triệu tính theo đồng đô la 2022). SR 109 đã được lên kế hoạch đi theo Camino del Rio đến vòng giao thông Frontier, nơi thành phố San Diego sẽ tiếp tục xây dựng; cả SR 109 và SR 209 sẽ được xây dựng trong tương lai. Đường cao tốc 8 làn được dự kiến giảm lưu thông trong khu vực Frontier Street đến từ Sân vận động San Diego. Đấu thầu cho hợp đồng SR 109 bắt đầu vào năm 1968, sau khi Hội đồng Thành phố xác nhận tuyến đường vào tháng 12 năm 1967. Việc hoàn thành cả nút giao và đường SR 109 được lên kế hoạch vào đầu năm 1969. Nút giao cắt được lên kế hoạch tại Midway Drive và đầu tây của đường cao tốc là ở đại lộ Sunset Cliffs và Nimitz. Chi phí của dự án SR 109 ước tính là 2.3 triệu USD (khoảng 12 triệu USD năm 2022).
Đoạn đường nối từ phía nam I-5 đến Camino del Rio mở cửa vào tháng 2 năm 1968, và đoạn đường nối thứ hai từ hướng Nam I-5 đến hướng Đông I-8 được mở vào tháng 8 năm 1968, phần còn lại của dự án sẽ hoàn thành vào mùa hè năm 1969. Lễ khởi công của Ocean Beach Freeway diễn ra vào ngày 23 tháng 9 năm 1968, dự kiến sẽ hoàn thành trong vòng 15 tháng. Tuy nhiên, mưa vào tháng 2 năm 1969 đã trì hoãn nhiều dự án xây dựng trên toàn quận, bao gồm cả việc mở rộng SR 109. Toàn bộ dự án được hoàn thành vào tháng 9, với con đường được dự kiến thông xe vào tháng 10. Tuyến đường SR 109 được chính thức bổ sung vào I-8 vào năm 1972.

#### Mở rộng
Ngay cả trước khi đường cao tốc được hoàn thành ở California, cuộc đấu thầu bắt đầu vào năm 1964 khi mở rộng I-8 từ sáu lên tám làn xe giữa Fairmount Avenue và Spring Street, ở San Diego và La Mesa. Ba năm sau, một hợp đồng được cấp cho việc mở rộng Đại lộ Fairmount lên đường Ward Road, thêm hai làn đường nữa vào xa lộ. Năm 1974, Hội đồng thành phố San Diego đạt được thỏa thuận với các quan chức nhà nước để cải thiện I-8 từ phía đông đường cao tốc Pacific đến Texas Street, phản đối sự phản đối của Hội đồng Floyd Morrow, người phản đối việc giải quyết vấn đề giao thông bằng cách tiếp tục mở rộng đường cao tốc. Chi phí ước tính là 8 triệu USD (khoảng 31 triệu USD năm 2022).
Hội đồng thành phố La Mesa yêu cầu tiểu bang sửa lại giao lộ với SR 125 năm 1974; nút giao ban đầu không cho phép tiếp cận SR 125 từ I-8 chiều đông hoặc chiều tây I-8 từ SR 125. Việc mở rộng đoạn từ SR 125 đến Đại lộ El Cajon thành năm làn theo mỗi hướng đang được tiến hành từ tháng 10. Vào năm 1981, báo cáo tác động môi trường đã được hoàn thành, và 50 triệu USD (khoảng 115 triệu USD năm 2022) của dự án là thêm đường dốc và việc mở rộng I-8 đang phải chờ giải phóng mặt bằng từ Cục quản lý đường cao tốc liên bang. Các đường dốc bổ sung cho đường SR 67 sắp hoàn thành vào tháng 5 năm 1985, và việc hoàn thành của I-15 ở phía bắc vào tháng 10. Năm 1986, dự án cải tạo giao lộ SR 125 đã được tiến hành, với chi phí 80 triệu USD (khoảng 153 triệu USD năm 2022); nó sẽ bổ sung thêm hai làn nữa vào I-8 từ Jackson Drive đến Fuerte Drive, và cho phép SR 125 được mở rộng về phía bắc qua I-8.
Đến năm 1977, giao thông đã đạt 172.300 lượt xe một ngày, đã tăng gần 10% so với năm trước. Người ta hy vọng rằng việc xây dựng SR 52 sẽ giúp giảm tắc nghẽn. Một lối ra hướng đông của Mission Gorge Road mở cửa vào năm 1979, hợp nhất với giao thông từ I-15. Giao thông đạt 212.000 lượt xe một ngày vào tháng 2 năm 1981, và Caltrans tuyên bố rằng phần I-8 phía đông của I-805 là đường cao tốc đông đúc nhất trong khu vực. Năm 1987, Caltrans xác định rằng I-8 phía tây giữa College Avenue và Waring Road có tỷ lệ ô tô cao nhất với số làn đường trên toàn thế giới, với 2400 lượt xe mỗi giờ. Các kế hoạch bổ sung một làn đường khác vào I-8 từ Đại lộ College đến I-15 bắt đầu vào tháng 3 năm 1992.
Caltrans đề nghị lắp đặt một tín hiệu giao thông đo trên I-8 về phía tây ở Lakeside trong năm 1987, để cải thiện lưu lượng giao thông vào buổi sáng bằng cách chèn một khoảng trễ ngắn trước khi vào San Diego nếu lưu lượng vượt quá 2.000 lượt xe mỗi giờ. Tuy nhiên, tiểu bang đưa kế hoạch của mình lên nắm giữ ngay sau đó, sau một số mối quan tâm từ công chúng, và từ Thượng nghị sĩ bang Jim Ellis.

### Dãy núi Cuyamaca

#### Đường cũ

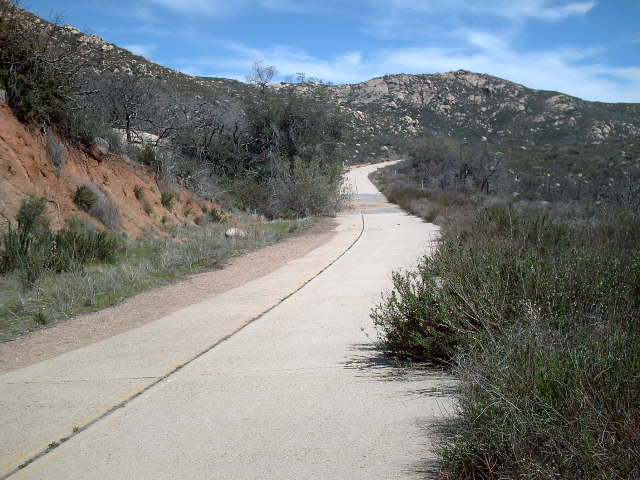
Một phần của Quốc lộ Hoa Kỳ 80 cũ (Wildwood Glen Lane) hiện đã đóng cửa để xe cộ lưu thông phía tây của Descanso Junction

Một con đường rải rác tồn tại vào thế kỷ 19 đi qua những ngọn núi phía đông của San Diego. Trước khi đường cao tốc được xây dựng, đường ô tô qua những ngọn núi phía đông của San Diego bị hẹp và thường xuyên qua các ngọn núi; nó đã được chính thức dành riêng vào năm 1912. Chuyến đi này được biết là phải mất đến bốn tiếng đồng hồ, và thường xuyên dẫn đến bộ tản nhiệt sôi, lốp xe phẳng, hoặc đai quạt bị hỏng; thời tiết khắc nghiệt sẽ khiến xe ô tô trở nên mệt mỏi trong bùn. Con đường được lát đá vào năm 1926, và mở cửa vào năm 1927; tàn dư của con đường này vẫn còn tồn tại vào cuối thế kỷ 20. Một con đường khác được xây dựng vào đầu những năm 1930, để loại bỏ các đường cong và mở rộng các làn đường. Đây là một con đường hai làn mà vẫn có nhiều chuyển đổi, với một con đường phổ biến được gọi là"Khúc cua Chết". Sự chậm trễ trong việc mở rộng một con đường đến San Diego gây ra sự phát triển ngày càng tăng ở Los Angeles và kết quả là thành phố đó trở thành trung tâm thương mại và dân cư của Nam California, theo Hiệp hội San Diego.

#### Kế hoạch và xây dựng
Việc hoàn thành đường cao tốc là ưu tiên cao thứ hai theo Hiệp hội Phát triển Quốc lộ vào tháng 5 năm 1963, sau đường cao tốc I-5. Việc đấu thầu bắt đầu từ phần Broadway ở El Cajon đến đường Harritt vào tháng 9 năm 1963. Phần này của đường cao tốc là song song với Quốc lộ Hoa Kỳ 80 ở phía nam tới đường Lakeview, và sau đó là phía bắc. Phần đường cao tốc này dự kiến hoàn thành vào tháng 5 năm 1965. Vào tháng 1 năm 1965, I-8 đã hoàn thành đoạn từ I-5 về phía đông tới một nút giao với Lake Jennings Park Road, ở phía nam của giao lộ thứ hai với ga cuối phía nam của đường Harritt. Với chi phí $3.44 triệu (khoảng $21 triệu theo đồng đô la 2022), dự án đã xuống cấp và đường cong tại nơi được gọi là"Đồi Tunnel"cản trở dòng chảy của giao thông. Phần đường cao tốc từ phía tây đường Harritt đến phía tây núi Alpine đã được đấu thầu vào tháng 10 năm 1964, và Ủy ban Quốc lộ dành 2.1 triệu USD (khoảng 13 triệu USD năm 2022) cho một đoạn dài 1,6 dặm (2,6 km) vào tháng 2 năm 1965. Một hợp đồng trị giá 1.42 triệu USD (khoảng 8 triệu USD năm 2022) được phát hành vào tháng 8 năm 1965. Toàn bộ sáu dặm (9,7 km) kéo dài từ Lake Jennings Road đến Harbinson Canyon Road đang được xây dựng vào tháng 9 năm 1965 và dự kiến sẽ hoàn thành vào năm sau.
Trong đèo Mountain Springs giữa các quận San Diego và Imperial, các làn đường đi hướng đông đi qua đèo trên lòng đường cũ của Quốc lộ Hoa Kỳ 80 qua Hẻm Núi In-Ko-Pah gần Nhánh sông Myers. Các làn xe đi hướng tây được đặt trên một tuyến khác nhau thông qua hẻm núi Devil đã được xây dựng vào tháng 11 năm 1963. Hợp đồng mở 9,7 dặm (15,6 km) từ dòng quận San Diego-Imperial để SR 98, bao gồm các tuyến đường hướng đông, đã được đưa ra cho Công ty Xây dựng Isbell với số tiền 3.69 triệu USD (khoảng 23 triệu USD năm 2022) vào tháng 5 năm 1963. Phần này được hoàn thành vào tháng 5 năm 1965"thông qua một số khu vực nóng nhất, gồ ghề nhất của quận San Diego và Imperial", theo Liên minh San Diego. Xây dựng gặp khó khăn sau những lo ngại về sạt lở đất. Các làn đường hướng tây được xây dựng trước, và tạm thời chứa cả hai hướng giao thông trong khi đường cao tốc cũ được chuyển đổi thành làn đường hướng đông. Thời báo Los Angeles mô tả đoạn kéo dài về phía đông của Mountain Springs như sau:"Thông qua đó, các kỹ sư đường cao tốc đã tấn công hai con đường riêng biệt vào ban đêm ngay cả khi nhìn thấy nhau, nhưng quá mạnh mẽ những ngọn núi mà gần như không thể tin rằng con người có thể có sức mạnh thù địch quá mức..." Việc tiếp cận công trường xây dựng cho công nhân xây dựng rất khó khăn và nhiều sườn dốc phải được ổn định. Nhiệt độ đạt 120 °F (49 °C) vào mùa hè và 4 °F (−16 °C) vào mùa đông, với sức gió lên tới 80 dặm Anh trên giờ (130 km/h). Trong khi sử dụng các vụ nổ hạt nhân để tiến hành các hoạt động nổ mìn ở Dãy núi Laguna được coi là một khả năng, đề xuất này không được xem là thực tế vào thời điểm đó. Hai dây cáp và móc được sử dụng để di chuyển dầm vào vị trí; đây là lần đầu tiên sử dụng cáp trong công trình xây dựng đường ở phía Nam bang California.
Phần từ Boulevard đến gần quận Imperial đã được đưa vào ngân sách của Ủy ban Đường cao tốc California từ năm 1965-1966. Một đoạn mở rộng 6,7 dặm (10,8 km) từ Mountain Springs về phía tây đến nơi được gọi là đường J-35 đã được cấp $3.3 triệu (khoảng $20 triệu theo đồng đô la 2022) do Ủy ban Đường cao tốc cấp vào tháng 5 năm 1965. Một đoạn 10 dặm (16 km) ở giữa cái này và phần vượt qua Mountain Springs là trong quy hoạch vào tháng 9 năm đó, và được dự kiến sẽ bắt đầu giai đoạn xây dựng trong thời gian ngắn sau đó, với phần mở rộng về phía tây của Boulevard. Đoạn đó, từ Crestwood đến Boulevard, sẽ được khởi công xây dựng ngay sau khi một hợp đồng $3 triệu (khoảng $17 triệu theo đồng đô la 2022) đã được ký kết vào tháng 1 năm 1966. Sự xuất hiện của đường cao tốc từ cả phía tây và phía đông của Jacumba được cho là một sự kiện quan trọng trong lịch sử của thị trấn. Các quán cà phê và trạm xăng không hoạt động khi đường cao tốc không đi qua thị trấn; tuy nhiên, nhiều người về hưu đã chuyển đến thị trấn vì mức lưu lượng giao thông cao đã biến mất. Việc ghi nhãn của thị trấn Boulevard là Manzanita trên các biển báo I-8 gây tranh cãi và buộc Bộ phận Đường cao tốc phải che khuất tên trên biển báo cho đến khi vấn đề được giải quyết.
Xây dựng tiếp tục với việc phát hành một hợp đồng $6.55 triệu (khoảng $37 triệu theo đồng đô la 2022) để mở rộng một đoạn 5,7 dặm (9,2 km) của I-8 qua Alpine, từ Harbinson Canyon đến phía đông của West Victoria Drive, và bắt đầu xây dựng vào tháng 4 hoặc tháng 5 năm 1967, sẽ được hoàn thành vào năm 1969. Điều này sẽ chỉ để lại 30 dặm (48 km) đoạn I-8 không phải ở các tiêu chuẩn xa lộ Liên tiểu bang. Khi quá trình này tiếp diễn, những lo ngại về sự tăng từ lưu lượng giao thông đã được nâng lên vào tháng 10 năm 1967. Một đoạn 3,7 dặm (6,0 km) phía đông của Alpine được dự kiến sẽ mở thầu vào tháng 11 năm đó và sẽ hoàn thành vào năm 1968; điều này sẽ tạo ra một đường cao tốc liên tục từ San Diego đến điểm cuối phía đông của tuyến đường này. Cả hai dự án này đã được tiến hành vào tháng 5 năm 1968. Một hợp đồng bổ sung khoảng $7.8 triệu (khoảng $42 triệu theo đồng đô la 2022) đã được ký kết vào tháng Tám để tiếp tục xa lộ phía đông từ Đường Alpine đến Đường Japatul Valley; điều này sẽ mang đến xa lộ gần hơn Descanso Junction. Khoảng 5,5 triệu mét khối đất đá đã được lấy ra bởi cả ba dự án xây dựng này, vì một nửa của một ngọn núi sẽ phải được loại bỏ với 1 triệu pound thuốc nổ. Dự án thứ ba được xây dựng gần vị trí của một nỗ lực bỏ hoang để xây dựng một đường hầm cho đường cao tốc cũ sau Thế chiến II, điều này có thể quá đắt.

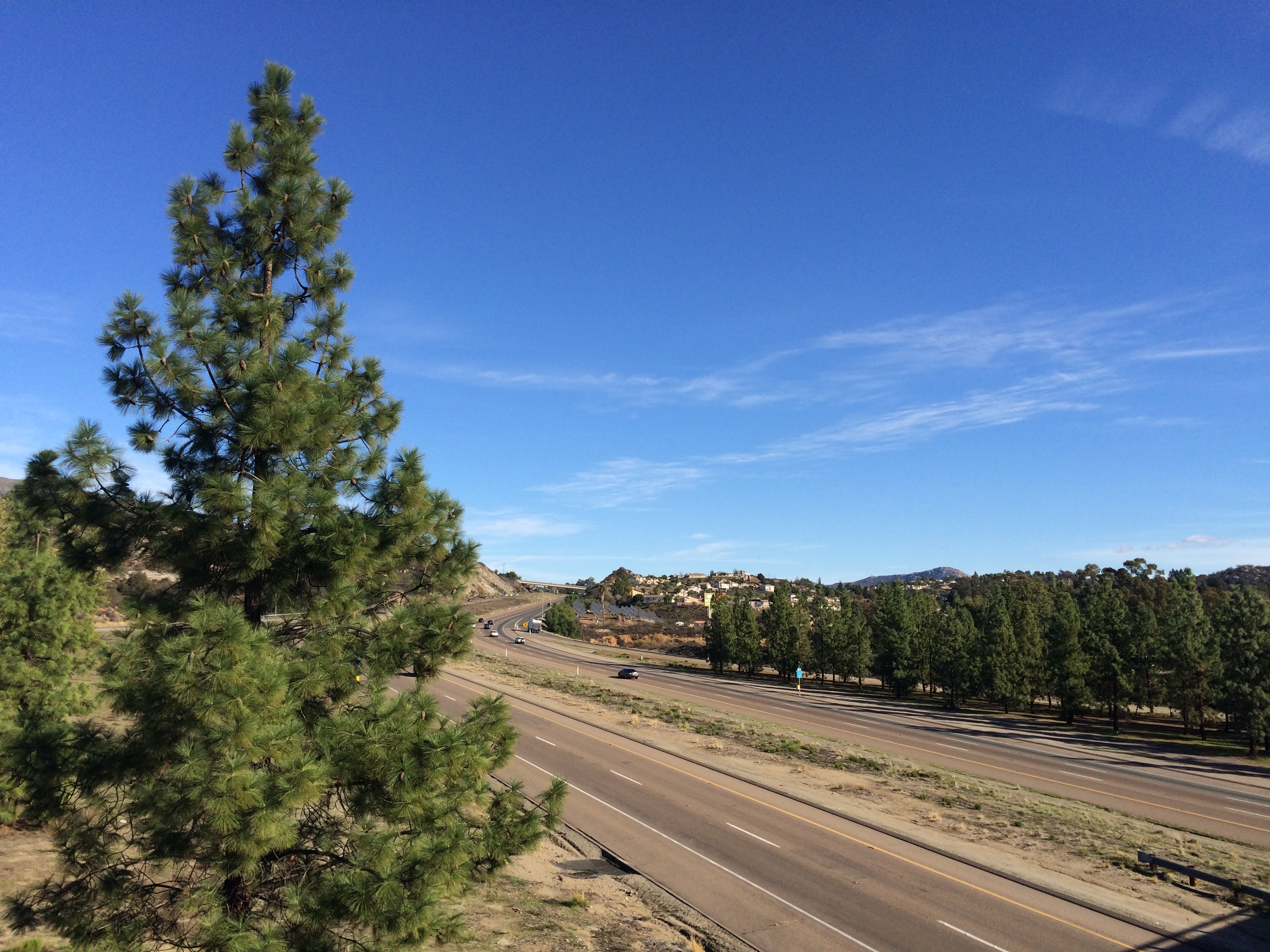
I-8 tại Alpine

Vào giữa tháng 2 năm 1969, một đoạn đường cao tốc chạy qua Alpine sắp hoàn thành và dự kiến mở cửa vào ngày 21 tháng 2; một phần khác đã được lên kế hoạch mở vào tháng Tư. Tuy nhiên, mặc dù đất và đá đã được vận chuyển trên băng tải trên khắp quốc lộ Hoa Kỳ 80 để trở thành một phần của kè cho cầu qua sông Sweetwater, việc xếp loại núi gần lớp Viejas và sông Sweetwater vẫn chưa được hoàn thành trong liên kết cuối cùng. Điểm dừng tản nhiệt lịch sử Ellis Grade đã được gỡ bỏ và thay bằng điểm dừng khác tại Vista Point. Ngày 19 tháng 4 năm 1969, một đoạn 2,5 dặm (4,0 km) phía đông Alpine thông xe. Tất cả đoạn qua Alpine của I-8 được mở vào ngày 22 tháng 5 năm 1969, sau một buổi lễ cắt băng khánh thành; Tuy nhiên, phân khúc Viejas Grade đã được dự kiến hoàn thành vào năm 1972. Cầu bắc qua sông Sweetwater đang được xây dựng vào năm 1970, và toàn bộ phân khúc có giá $22.1 triệu (khoảng $108 triệu theo đồng đô la 2022). Vào tháng 5, phân đoạn này được ước tính sẽ hoàn thành vào cuối năm đó. Việc san lấp mặt bằng của lớp đạt được mức cao thứ hai trong trạng thái ở độ cao 360 foot (110 m).

#### Hoàn thành cao tốc
Đoạn cuối cùng của I-8 ở California, giữa Đường Japatul Valley và phía tây Đại lộ, được ưu tiên trong ngân sách tiểu bang 1969–1970. Do những lo ngại về tài chính, nó đã được công bố vào tháng 9 năm 1968 rằng ngày dự định hoàn thành Hệ thống Xa lộ Liên tiểu bang sẽ được kéo dài đến năm 1974, từ năm 1972. Phần còn lại của I-8 được dự kiến là $45 triệu và được xây dựng thành ba phần, với một phần được bắt đầu mỗi năm. Các đoạn giữa Japatul Valley Road và phía tây Laguna Junction, và từ La Posta Road về phía tây của Boulevard, bị trì hoãn cả năm vào cuối năm 1969 do nỗ lực chống lạm phát trên toàn quốc bằng cách giảm chi tiêu. Một đoạn 6,6 dặm (10,6 km) từ Buckman Springs đến Crestwood nhận được tài trợ vào tháng 5 năm 1970, sẽ chỉ còn lại 8 dặm (13 km) đường cao tốc chưa hoàn thành khi được xây dựng. Thời gian lái xe từ San Diego đến El Centro đã giảm xuống còn hai giờ, theo Bộ Đường cao tốc California. Vào tháng 8 năm 1970, phần còn lại của đường cao tốc đã được tài trợ, một phần từ Japatul Valley Road đến Laguna Junction trị giá $22 triệu (khoảng $108 triệu theo đồng đô la 2022), và Laguna Junction với phần Crestwood trị giá $15 triệu (khoảng $73 triệu theo đồng đô la 2022).
Vào tháng 5 năm 1971, Thị trưởng El Centro Alex Gay yêu cầu các làn đường đi qua được thêm vào phần hai làn còn lại của I-8 ở giữa El Centro và San Diego do kẹt xe thường xuyên giữa Japatul Valley và Crestwood. Tại thời điểm này, đây là liên kết còn thiếu duy nhất xuyên qua các ngọn núi. Đấu thầu đã diễn ra trên $16.5 triệu (khoảng $77 triệu theo đồng đô la 2022) Đường La Posta đến Đường Crestwood và Đường Japatul Valley đến cao tốc Sunrise vào tháng 11 năm 1971. Là một phần của loạt dự án này, cây cầu bê tông cao nhất trong tiểu bang lúc đó sẽ được xây dựng ở độ cao 430 foot (130 m) so với Pine Valley Creek trên đoạn đường giữa Japatul Valley Road và Sunrise Highway. Hợp đồng này đạt $22.6 triệu (khoảng $101 triệu theo đồng đô la 2022), hơn $5 triệu (khoảng $22 triệu theo đồng đô la 2022), vượt quá ngân sách do khó khăn của việc xây dựng cầu. Cả ba dự án hoàn thành I-8 dự kiến sẽ hoàn thành vào giữa năm 1974. Tuy nhiên, vào tháng 3 năm 1972, nó đã được thông báo rằng phần La Posta Road của dự án sẽ bị trì hoãn do những khó khăn về ngân sách.
Vào đầu năm 1974, ngày hoàn thành dự kiến mới cho I-8 là giữa năm 1975, với đoạn cao tốc 2 làn 22 dặm (35 km) còn lại. Cây cầu Pine Valley Creek và đoạn kéo dài từ Japatul Valley Road đến Pine Valley được dành riêng vào ngày 24 tháng 11 năm 1974 và dự kiến mở cửa vào ngày 26 tháng 1; lúc đó có 8 dặm (13 km) đường cao tốc được xây dựng. Đoạn cuối cùng của I-8 ở California, từ đường cao tốc Sunrise đến đường La Posta, được hoàn thành vào tháng 5 năm 1975.
Trạm dừng nghỉ Buckman Springs được khai trương vào tháng 1 năm 1979 ở phía đông quận San Diego. Năm 1987, biển giới hạn tốc độ 65 dặm Anh trên giờ (105 km/h) đã được đặt phía đông của El Cajon, thành phố đầu tiên trong tiểu bang; giới hạn tốc độ trên tất cả các phần I-8 phía đông của El Cajon, ngoại trừ phần Mountain Springs Grade, được nâng lên tương tự.

### Thung lũng Imperial

#### Xây dựng

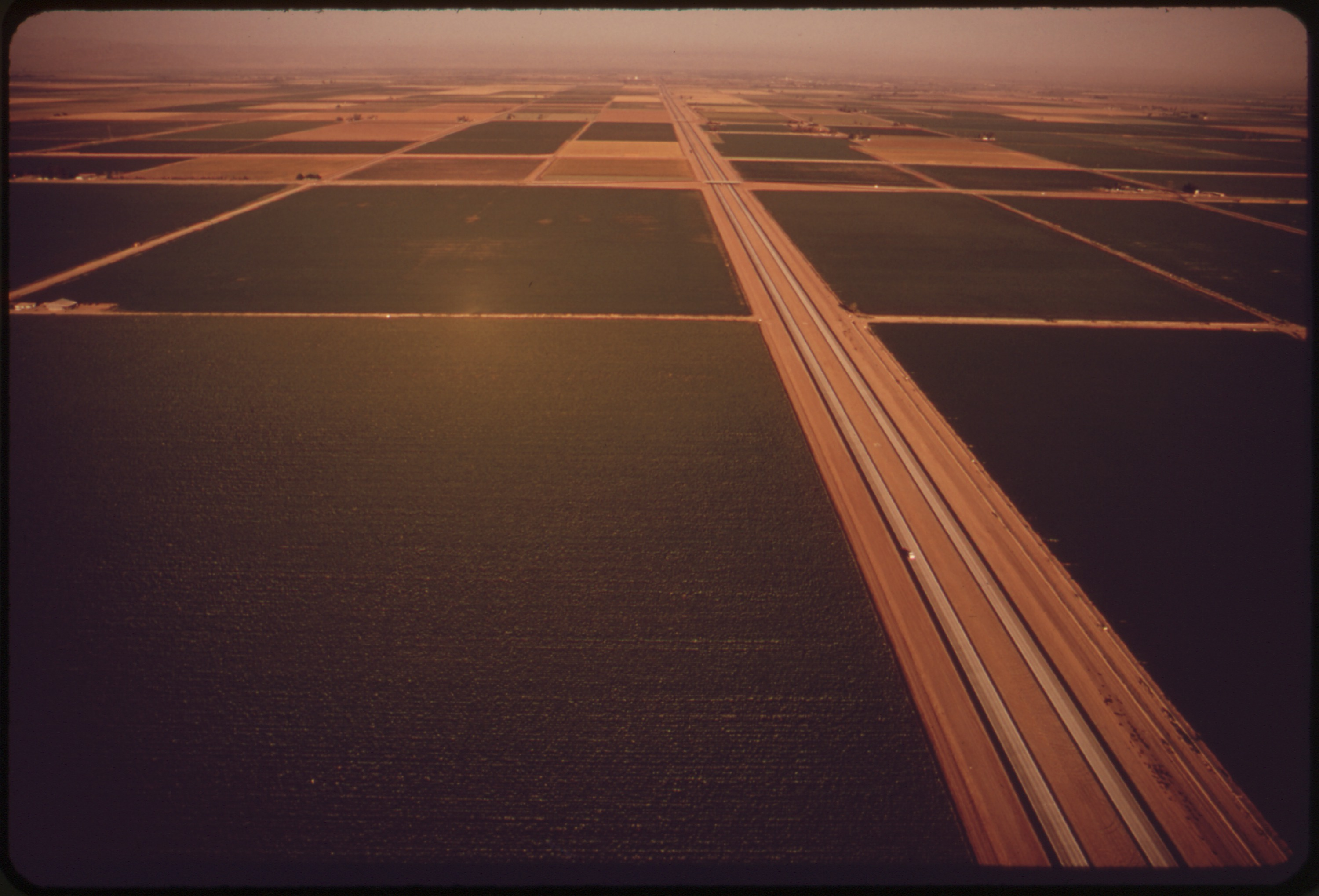
I-8 tại Thung lũng Imperial, 1972

Đường cao tốc xuyên qua Thung lũng Imperial ban đầu là một con đường lát bằng gỗ được gắn với nhau.

### Arizona

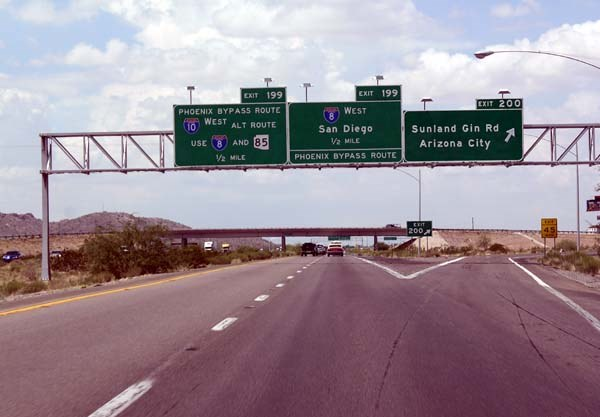
I-10 gặp đầu đông của I-8

## Xa lộ phụ và thương mại
Không có xa lộ phụ nào liên kết với I-8. Nhưng có 4 xa lộ thương mại liên quan tới I-8 ở bốn thị trấn và thành phố sau:
- Đại lộ El Cajon đi qua trung tâm thành phố El Cajon.
- Vòng thương mại El Centro chạy dọc theo đại lộ Adams ở trung tâm thành phố El Centro.
- Vòng thương mại Yuma bắt đầu ở Winterhaven trước khi băng qua sông Colorado vào Yuma và cung cấp đường đi vào khu vực trung tâm thành phố.
- Vòng lặp thương mại Gila Bend kết nối với Xa lộ Tiểu bang Arizona 85.[12][118]